# Gråstrupig topptyrann
Gråstrupig topptyrann (Myiarchus cinerascens) är en fågel i tättingfamiljen tyranner. Den förekommer i västra USA och Mexiko.

## Utseende och läten
Gråstrupig topptyrann är likt de flesta topptyranner en rätt stor (19–20,5 cm) medlem av familjen med grått bröst, gulaktig undersida och rostfärgade inslag i vingar och stjärt. Jämfört med andra nordamerikanska topptyranner är denna art något mindre än större (Myiarchus crinitus) och brunhättad topptyrann (M. tyrannulus) men större än mörkhättad topptyrann (M. tuberculifer). Karakteristiskt är den mycket ljust gula undersidan och en tydlig mörk spets på stjärtens undersida. Sången består av korta upprepade "kibrr" eller "kaBRIK", ljusare än brunhättad topptyrann. Bland lätena hörs vassa "bik" och mjuka "prrt".

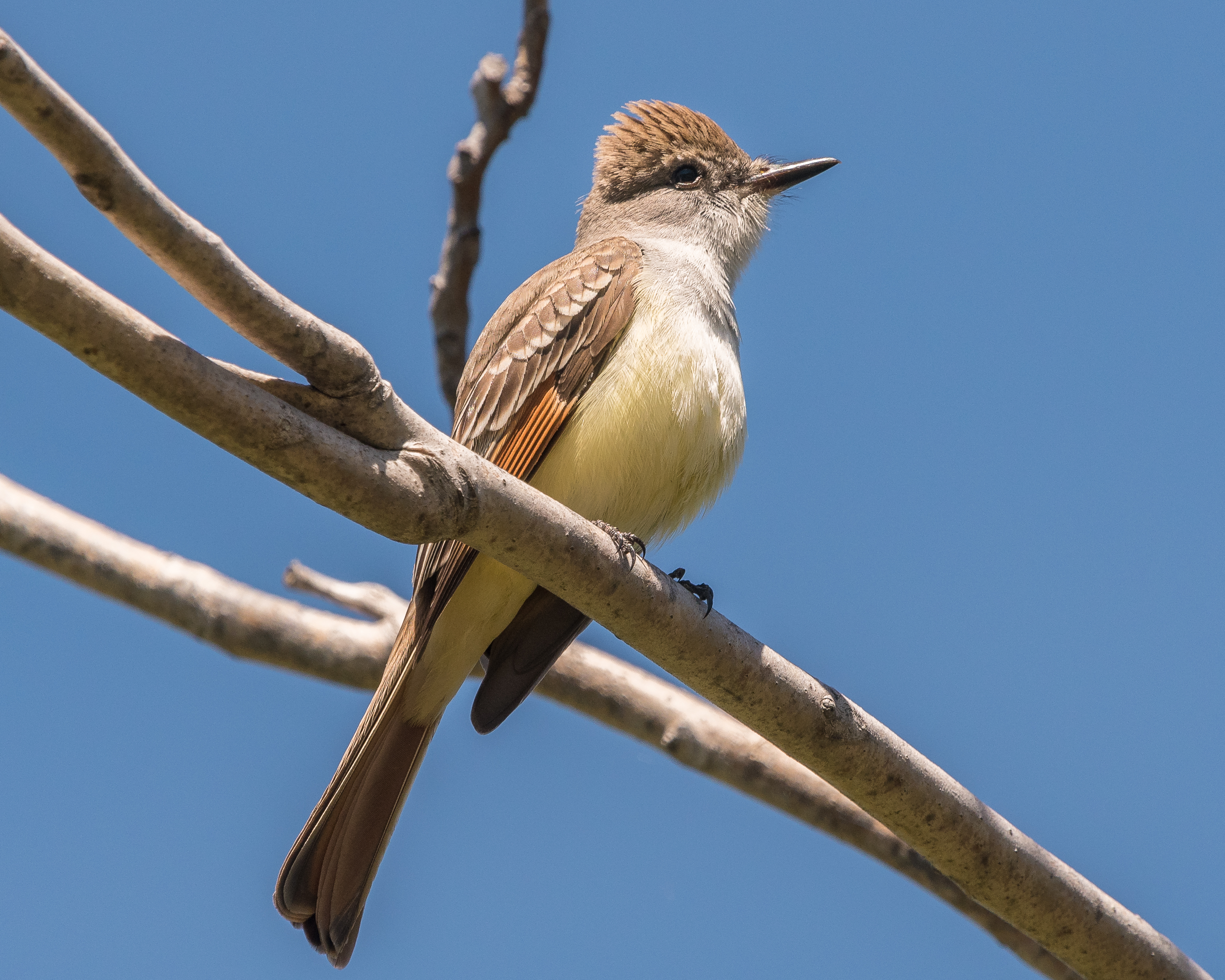

## Utbredning och systematik
Gråstrupig topptyrann delas in i två underarter med följande utbredning:
- Myiarchus cinerascens cinerascens – förekommer i västra USA från centrala Washington, Idaho, Wyoming, Colorado och centrala Texas söderut till centrala Mexiko (nordöstra Jalisco och Guanajuato); övervintrar i ett område från södra USA till Honduras, huvudsakligen utmed Stillahavssluttningen
- Myiarchus cinerascens pertinax – förekommer i södra Baja California (söder om latitud 29°)

Utbredningsområde för gråstrupig topptyrann, där orange betecknar vistelse under häckningstid, blått vintertid och lila året runt.

## Levnadssätt
Fågeln hittas i buskiga miljöer som öppen lövskog, törnbuskmarker i ökenlandskap, chaparral och snåriga betesmarker. Där lever ett något tillbakadraget liv och ses sittande i övre delen av ett träd, sällan i det öppna. Födan består av insekter och bär. Den häckar från mars och framåt, något senare i norra delen av utbredningsområdet.

## Status och hot
Arten har ett stort utbredningsområde och en stor population, och tros öka i antal. Utifrån dessa kriterier kategoriserar IUCN arten som livskraftig (LC). Världspopulationen uppskattas till 7,4 miljoner häckande individer.